# Historický park Ayutthaya
Historický park Ayutthaya je archeopark v Thajsku uprostřed moderního města Ayutthaya, na říčním ostrově na soutoku řek Menam-Čao-Praja, Pa Sak a Lop Buri. Pokrývá území původního města Ayutthaya, historické metropole Ajutthajského království, zničené roku 1767. Metropolí tohoto království bylo v letech 1350 - 1767. Sídlo založil král U-Thong po opuštění původního hlavního města Sukhothaj. V roce 1767 však byla Ayutthaya vypleněna nájezdníky z Barmy a centrum království se přesunulo do města Thonburi a brzy poté do Bangkoku.
V současnosti je tento archeopark jednou z nejnavštěvovanějších turistických atrakcí v Thajsku. Nachází se v něm velké množství nákladných staveb a více než 400 buddhistických klášterů. Velká část z nich byla zničena během plenění v roce 1767, některé však byly v nedávné době obnoveny. Centrem je Starý palác, založený králem U-Thong. Nejvýznamnějším chrámem je Wat Phra Si Sanphet, v němž byla původně uložena pozlacená socha Buddhy o výšce 16 m. Tato socha, kterou nechal zhotovit král Rámathipodi II. v roce 1500 byla spolu s celým chrámem zničena barmskými nájezdníky.

## Fotogalerie

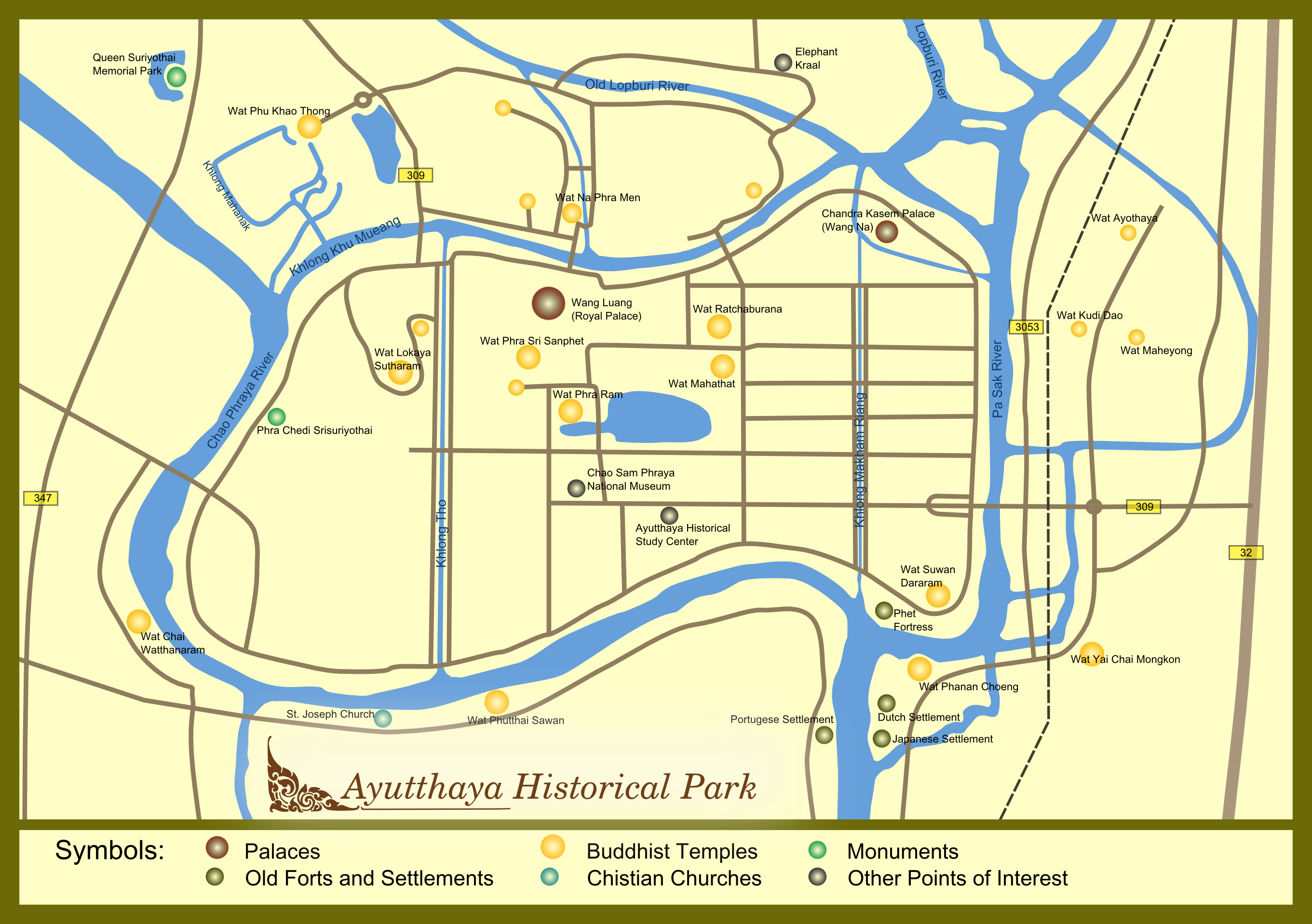
mapa centra města
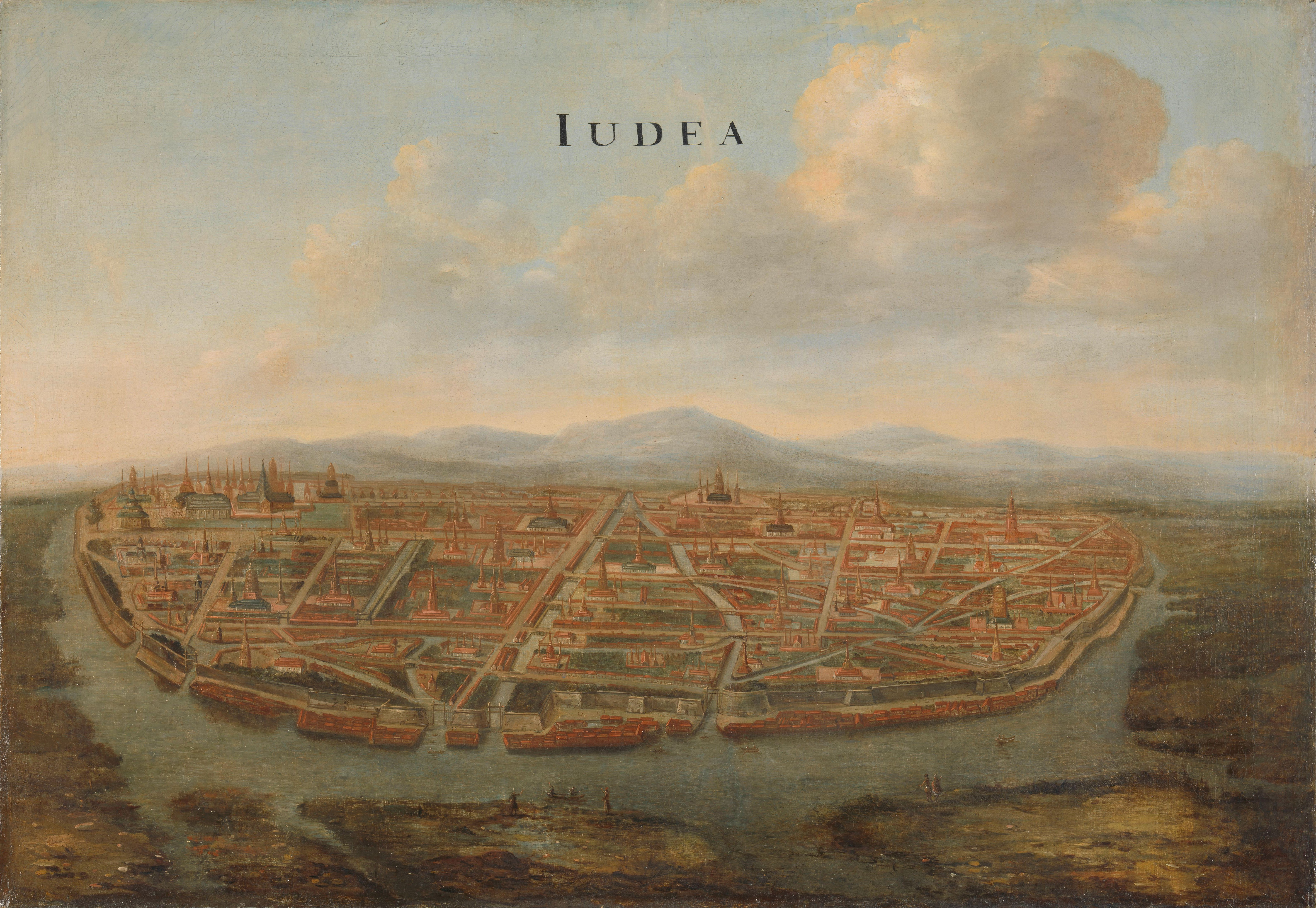
malba z 1665
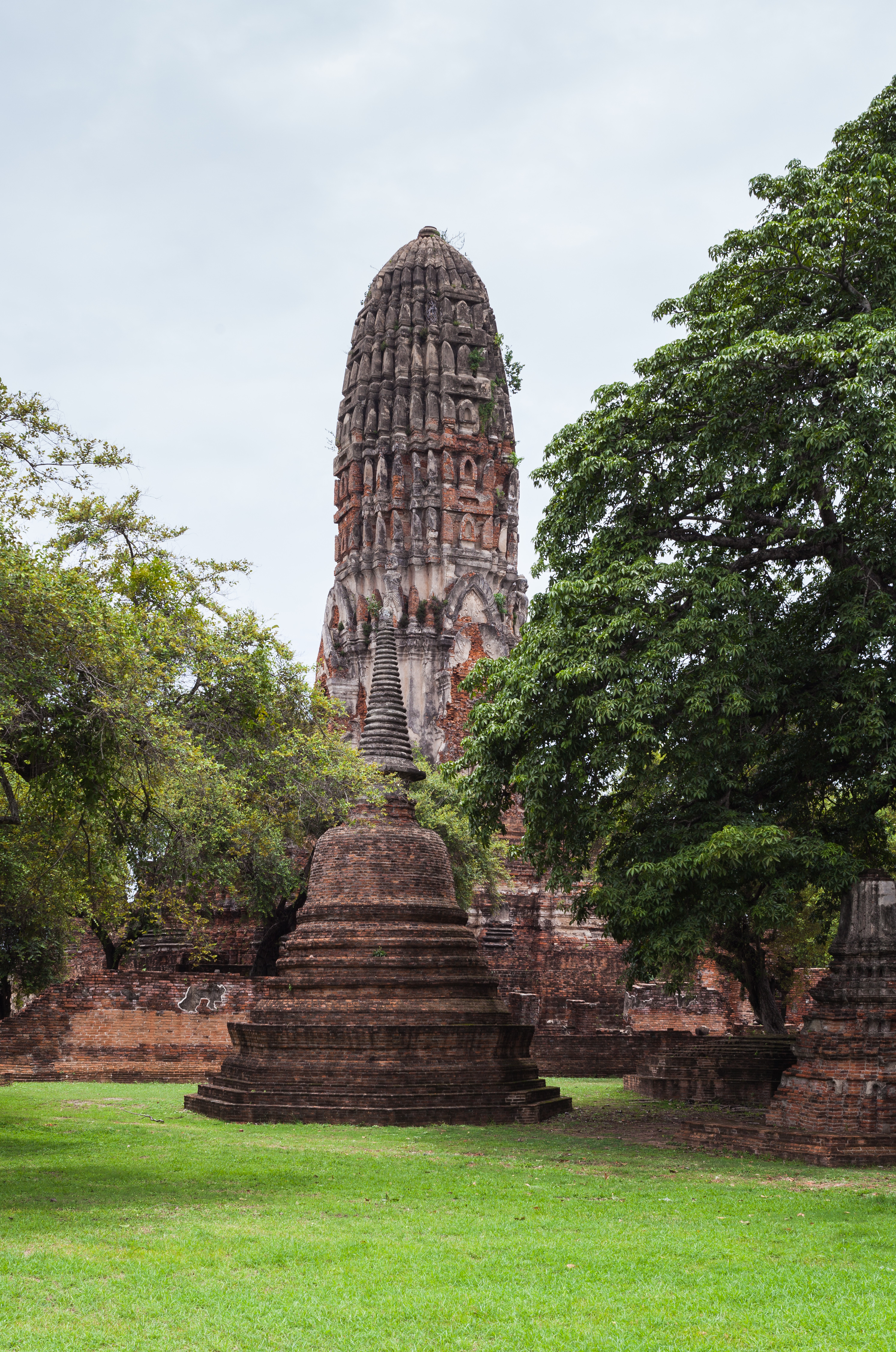
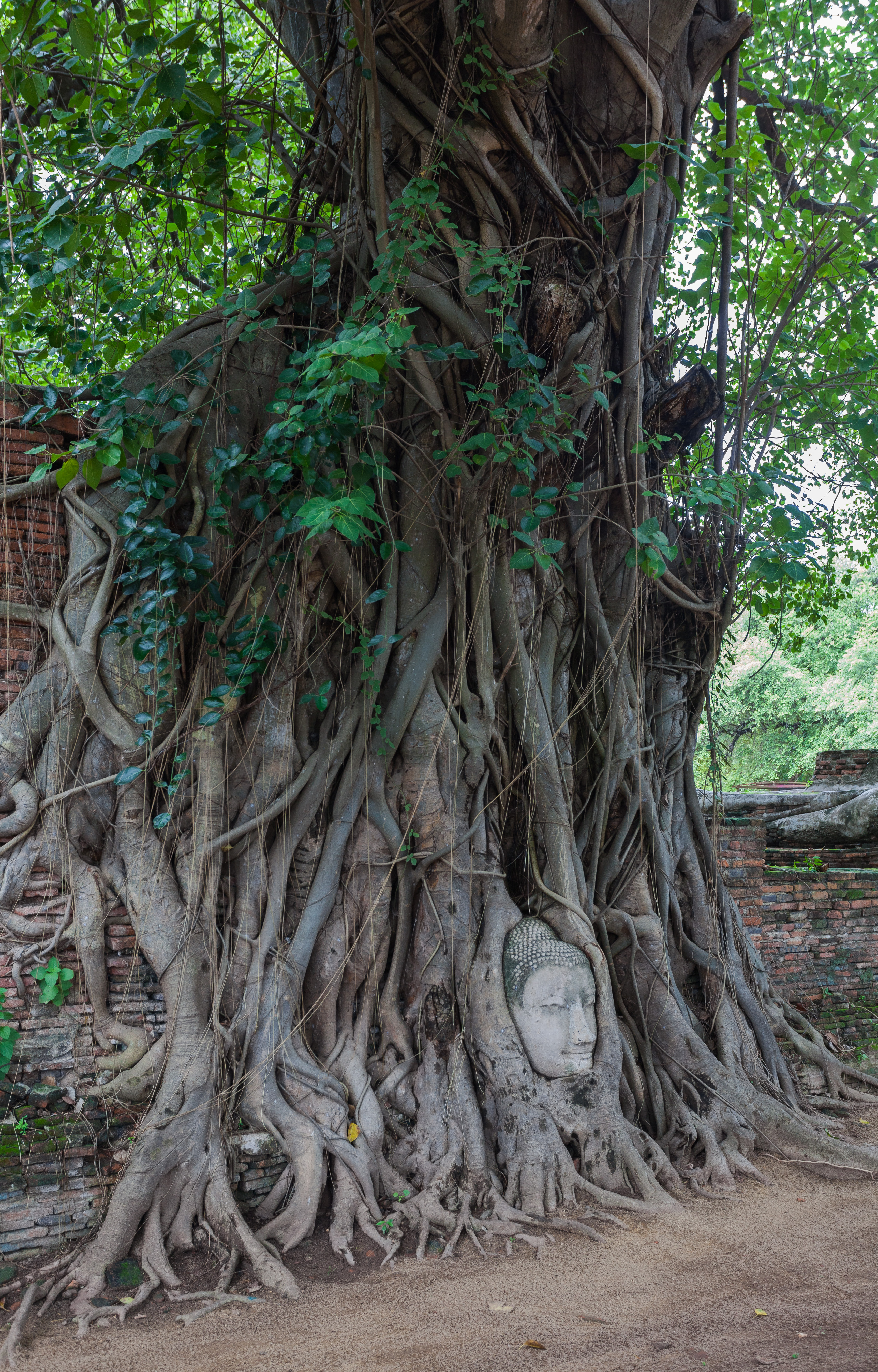
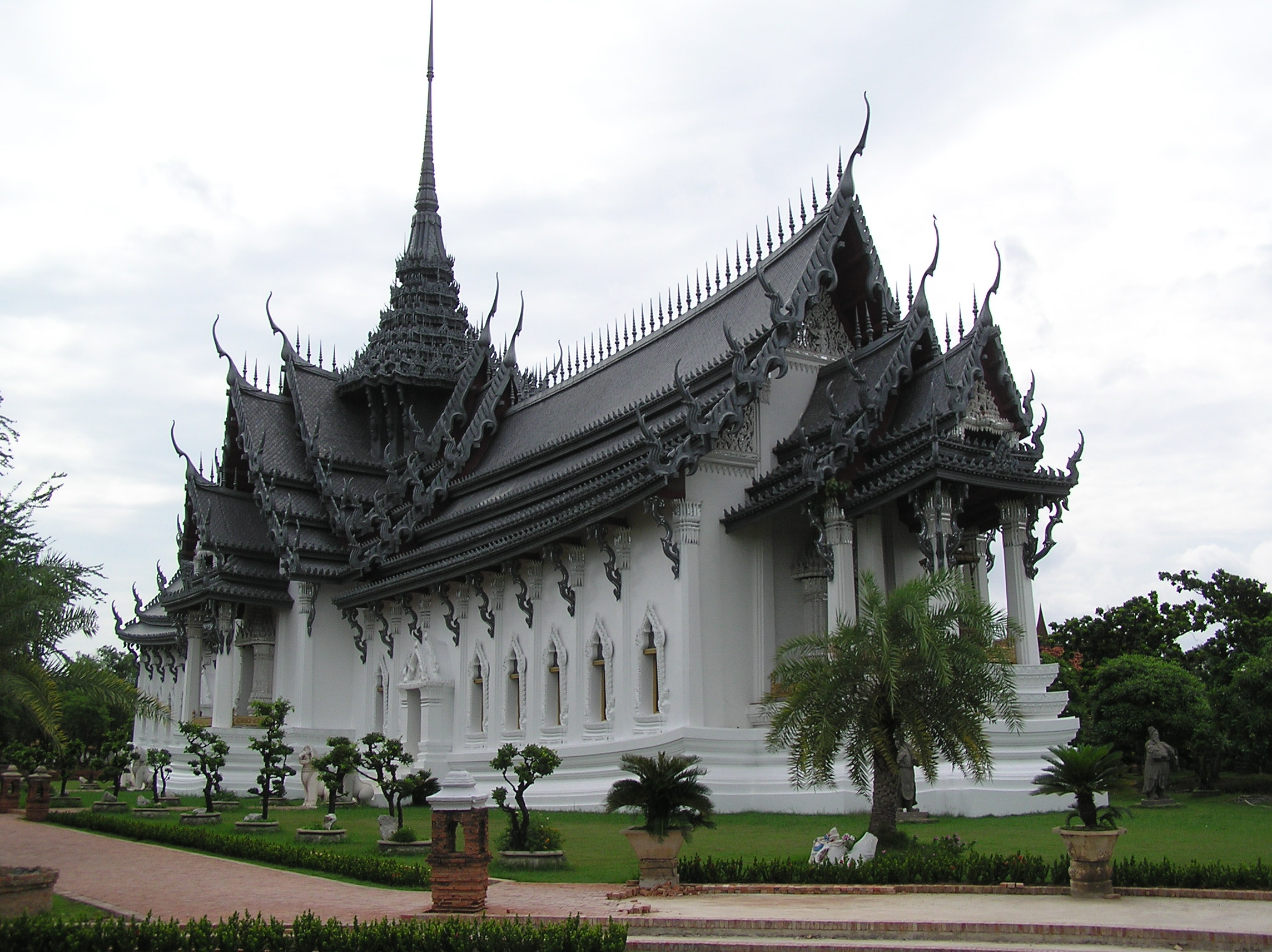

## Související hesla
- Historický park Si Thep
- Historické město Sukhothaj a přilehlá historická města